# Dean MacCannell
Dean MacCannell (* Washington, Estados Unidos, 25 de mayo de 1940) es profesor catedrático de paisajismo desde hace más de 20 años en la Universidad de California en Davis.

## Datos académicos
En 1963 se licenció en antropología en la Universidad de California en Berkeley, aunque comenzó sus estudios en el San Diego State Collage, y en 1968 completó su doctorado en sociología rural en la Universidad de Cornell. Ha impartido clases y conferencias en numerosas universidades por todo el mundo: Temple, Rutgers, UCLA, Berkeley, el American College en París, Reino Unido y Finlandia. 
Es miembro del consejo de la Asociación Internacional de Estudios Semióticos, miembro fundador del Instituto Internacional de Investigación del Turismo y del grupo de investigación sobre la sociología del turismo de la Asociación Sociológica Internacional. También fue director ejecutivo de la Sociedad Semiótica de América. 
Actualmente sigue activo en el seno de la comunidad artística de la Bahía de San Francisco y prosigue con sus investigaciones, escritos y sus labores como catedrático. Recientemente fue elegido socio de la Ecole Freudienne de Quebec.

## Publicaciones
Sus escritos tratan sobre los aspectos sociales y culturales del turismo, el arte, la arquitectura, el diseño y el urbanismo.
Es autor de numerosas obras y artículos de investigación. Hasta la fecha, en castellano se han publicado El turista (Melusina, 2003), en la que se halla la génesis de la sociología del turismo, y Lugares de encuentro vacíos (Melusina, 2007), una importante contribución a la literatura del paisaje, la comunidad y la cultura.